# Ingogius leleupi
Ingogius leleupi is een keversoort uit de familie bladsprietkevers (Scarabaeidae). De wetenschappelijke naam van de soort is voor het eerst geldig gepubliceerd in 1976 door Endrodi.